# Spring Showers, the Coach

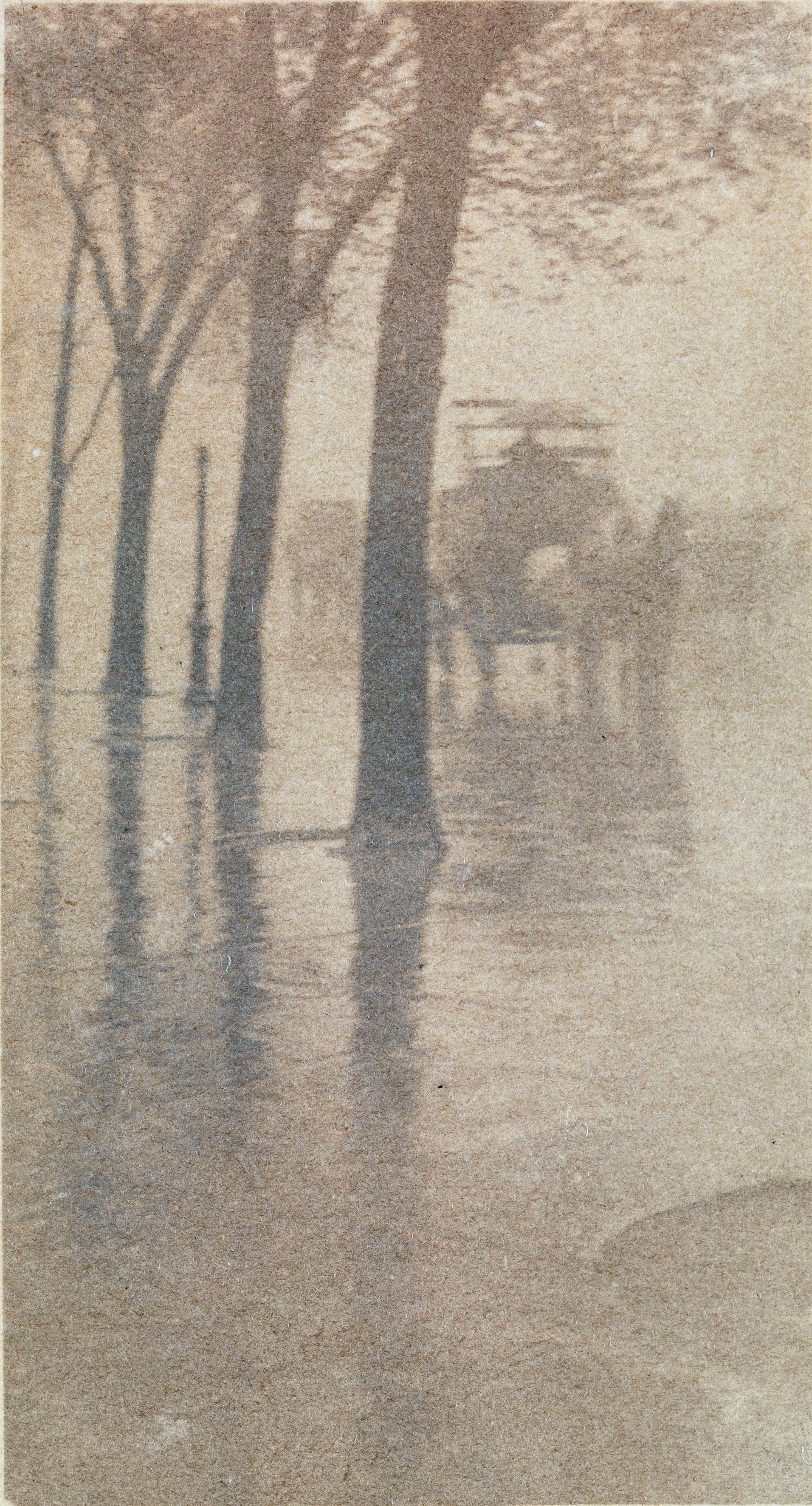
Spring Showers, the Coach

Spring Showers, the Coach é uma foto em preto e branco tirada por Alfred Stieglitz em 1899-1900. A imagem foi publicada no jornal Camera Notes em janeiro de 1902. Às vezes, é apresentado incorretamente ao ser tirado em 1902.
A imagem retrata uma típica cena urbana, com uma carruagem andando sob forte chuva, em uma rua ornamentada com árvores à sua esquerda. É um dos melhores exemplos da fase pictórica de Stieglitz, tentando emular o estilo tonal delicado do pintor americano James McNeil Whistler ao ser levado sob chuva e neve. Também há alguma influência da arte japonesa então em voga no mundo ocidental.
Existem cópias desta foto no Metropolitan Museum of Art de Nova York e no The Minneapolis Institute of Arts.